# Stratford Hall
Pour les articles homonymes, voir Stratford.
La plantation de Stratford Hall, ou Stratford Hall Plantation en anglais, est une ancienne plantation du Sud des États-Unis située dans le comté de Westmoreland, en Virginie.
Elle fut la maison de quatre générations de la famille Lee et de personnages importants de l'histoire américaine (tels Richard Henry Lee et Francis Lightfoot Lee qui signèrent la Déclaration d'indépendance des États-Unis, ou encore le général Robert Lee, connu pour ses exploits lors de la guerre de Sécession).
En 1742, la population d'esclaves dans la plantation est estimée à 200 individus.

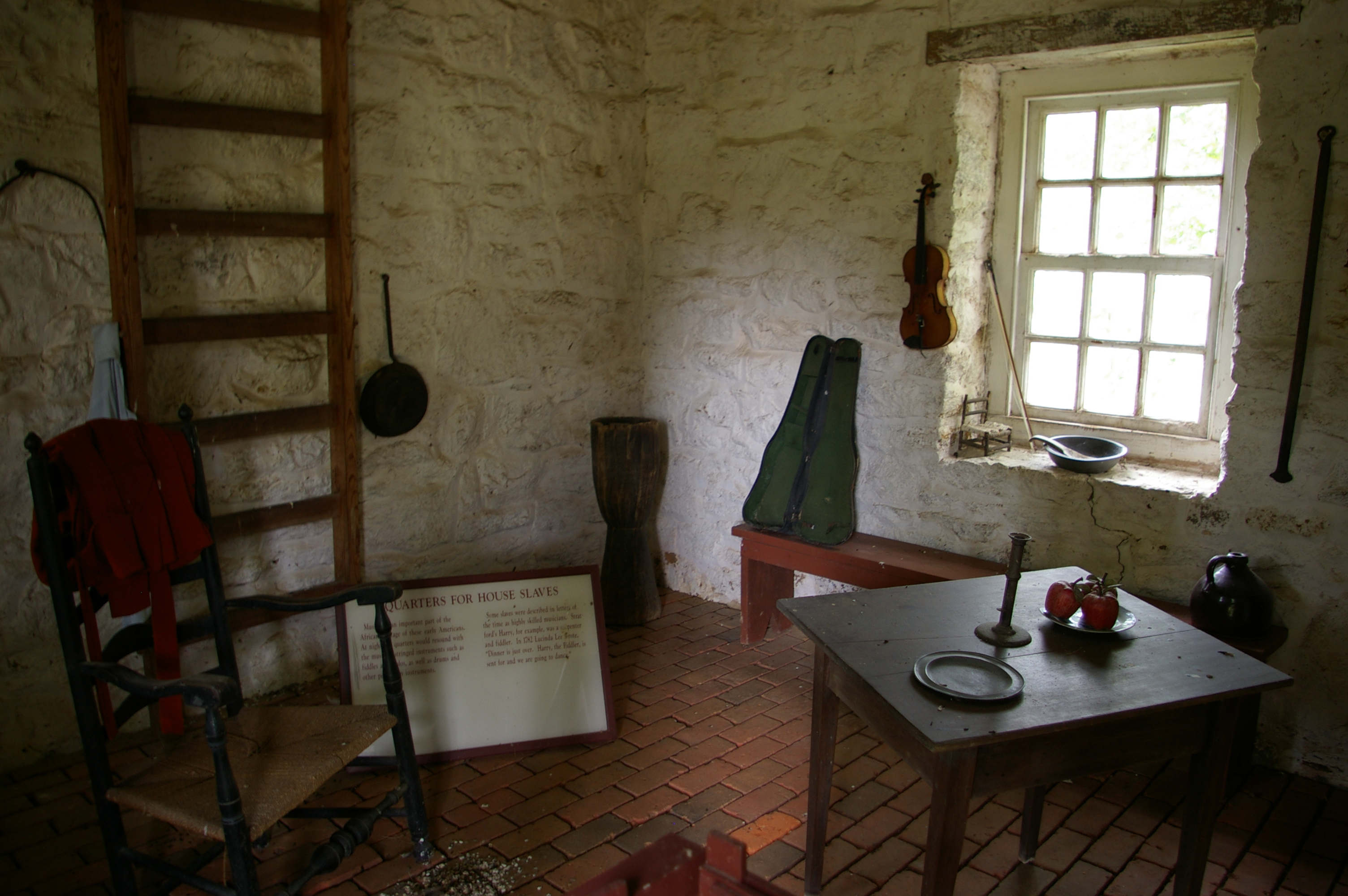
Intérieur d'une maison du quartier des esclaves de la plantation de Stratford Hall.